# Heathfield, Cambridgeshire
Heathfield är en by i civil parish Thriplow and Heathfield, i distriktet South Cambridgeshire, i grevskapet Cambridgeshire, i England. Byn är belägen 8 km från Melbourn. Byn hade 670 invånare år 2021.